# Zond 3
Zond 3 byla zkušební kosmická sonda SSSR k Měsíci z roku 1965, třetí oficiální z programu Zond. Sonda byla katalogizovaná v COSPAR jako 1965-056A. Pořídila řadu fotografií a pak se z ní stala oběžnice Slunce.

## Průběh letu
Odstartovala 18. července 1965 z kosmodromu Bajkonur s pomocí rakety Molnija. Její dráha byla zvolena tak, aby prolétla i nad odvrácenou stranou Měsíce, což umožnilo pořídit snímky dosud lidstvu neznámých částí. Celkem pořídila 25 černobílých snímků, vesměs 19.7.1965 ze vzdálenosti 9220 až 11570 km od povrchu naší oběžnice. Mimo fotografií pořídila sonda také několik spekter povrchu. Vyvolání a ustálení filmu bylo provedeno ještě v sondě, odeslání dat začalo po částech od 29.7 a trvalo do října 1965. Snímky byly odesílány různými rychlostmi a způsoby.
Sonda po průletu kolem Měsíce pokračovala ve svém letu po oběžné dráze Slunce. Podařilo se s ní spojit 135x, naposledy 2. března 1966. V té době byla 153 mil.km daleko. Létá nyní na dráze mezi drahami Země a Marsu.

## Konstrukce
Sondu vyprojektovalo středisko Koroljova. Hmotnost byla asi 960 kg. Jednalo se o tříose stabilizovanou sondu, složenou ze základního univerzálního modulu, k němuž byl přidán další planetární. Měla tvar válce dlouhého přes 3 metry, v průměru 1 metr. Sonda byla vybavena systémy tepelné regulace, napájení energií ze slunečních baterií, anténami, hlavním motorem s přívody a nádržemi pohonných hmot, šesti plazmovými motorky. Byla zde i řada vědeckých měřicích přístrojů.